# 偉景溫哥華
偉景温哥华是加拿大卑詩省温哥华的一个绿色自由市政政党。 該黨在2005 年市政选举前數個月成立。

## 形成
偉景溫哥華由2002年首次當選溫哥華市議員的前进步选民联盟(COPE) 成员创立。在那次选举之后，市長李建堡、市議員詹健、雷健華和施民生因在税收和发展问题上持温和立场而被当地媒体称为「輕度COPE」，與更左翼的「經典COPE」議員們形成鲜明对比。
兩個派系之間的分歧漸漸加劇，以至於李建堡及其盟友於2004年12月分別组建了一个獨立於COPE的黨團和一個筹款组织，名为「李建堡之友」。
該組織及其支持者最後於2005年成立了一个名为「偉景溫哥華」的新政黨，由李建堡作為黨魁。然而，当李建堡宣布他不会在該年的市長選舉競逐連任时，他委派了詹健來參選。 2005年8月，該黨決定僅派出五個市議員候選人，而且不會競逐公園局和教育局選舉。
在該年11月的温哥华市选举中，四名偉景溫哥華候選人（雷健華、施民生、夏德昭和周烱華）当选，但该党的市长候选人詹健則被无党派协会(NPA) 的蘇利文击败。無黨派協會的六名市議會候選人和 COPE 的一名候選人一同告捷。

## 掌權 (2008-2018)
2008年6月，偉景溫哥華舉行黨內初選，旨在提名其市长候选人。候选人包括時任代表溫哥華麗景選區的新民主黨省議員羅品信、時任市議員兼創黨成員雷健華和鄭偉倫（Allan De Genova，温哥华公园局独立委员，因不同意蘇利文的领导而離開NPA）。當NPA決定提名時任市議員利德取代時任市長蘇利文作為候選人時，這場競選發生了暗湧。儘管羅品信被認為與蘇利文在政策上相似，卻也無阻他被提名為偉景溫哥華的市長候選人。
在市長候選人羅品信的方向下，偉景溫哥華響應了COPE的要求，並與其和温哥华绿党組成左派選舉聯盟，避免重複上次選舉所發生的瓜分選票。
2008年11月15日，羅品信当选温哥华市长，左派聯盟上台执政。在這次選舉中，唯一落選的偉景候选人是原為錫克廟住持的的卡斯米·达利華 (Kashmir Dhalliwal)。
2011年11月19日，羅品信成功在市選中連任溫哥華市長。而所有偉景溫哥華候選人亦同樣告捷。
2014年11月15日，羅品信再次連任溫哥華市長，偉景溫哥華亦保住了其在市議會、公園局和教育局的多數優勢。2017 年，偉景溫哥華在补选中提名的Diego Cardona屈居第四，敗於NPA的貝廉立，繼而在市議會失去了一個議席。
溫哥華偉景在2018 年大选中有五名候選人競逐市議會議席，其中包括夏德昭、Catherine Evans、Diego Cardona、Tanya Paz 和張維俏。 原市長候選人金庇榮卻在提名期截止前數天退選。在選舉中，所有來自偉景溫哥華的市議員候選人和公園局候選人皆鎩羽而歸，只得學務委員黃偉倫連任成功。 

## 議會外 (2018年至今)
在2018年市選慘敗後，在2022年市選中，偉景溫哥華僅提名了三位候選人競逐市議會，其中包括由綠黨來投的時任公園局委員Stuart Mackinnon。在這次市選中，偉景溫哥華所有候選人皆告落敗，從上屆選舉倖存下來的黃偉倫亦宣告敗選。

## 選舉結果
| 选举年 | 候选人                      | 投票   | ％    | 位置   | 结果 |
| ------ | --------------------------- | ------ | ----- | ------ | ---- |
| 2005   | 詹健                        | 57,796 | 44.45 | 第二   | 落選 |
| 2008   | 羅品信                      | 67,598 | 54.39 | ▲第一  | 勝選 |
| 2011   | 羅品信                      | 77,005 | 53.17 | ━ 第一 | 勝選 |
| 2014   | 羅品信                      | 83,529 | 45.97 | ━ 第一 | 勝選 |
| 2018   | 無候選人                    | –      | –     | –      |      |
| 2022   | 支持甘迺迪·史都華（同行黨） | 49,593 | 29.48 | ▼第二  | 落選 |

| 市選 | 席次   | +/– | 得票    | %     | 得票率改變 (pp) | 位置   |
| ---- | ------ | --- | ------- | ----- | --------------- | ------ |
| 2005 | 4 / 11 | ▲ 4 | 251,772 | 23.23 | ━               | 反對黨 |
| 2008 | 8 / 11 | ▲ 4 | 464,122 | 44.67 | ▲ 21.44         | 執政黨 |
| 2011 | 8 / 11 | ━   | 413,860 | 34.36 | ▼ 10.31         | 執政黨 |
| 2014 | 7 / 11 | ▼ 1 | 462,384 | 31.82 | ▼ 2.54          | 執政黨 |
| 2017 | 6 / 11 | ▼ 1 | 5,411   | 11.26 | ▼ 20.56         | 執政黨 |
| 2018 | 0 / 11 | ▼ 6 | 137,786 | 9.84  | ▼ 1.42          | 議會外 |
| 2022 | 0 / 11 | ━   | 33,766  | 2.51  | ▼ 7.33          | 議會外 |

## 笔记
1. ↑  只需要選出一位市議員的補選

## 外部連結
- 官方网站